# Bruit poivre et sel

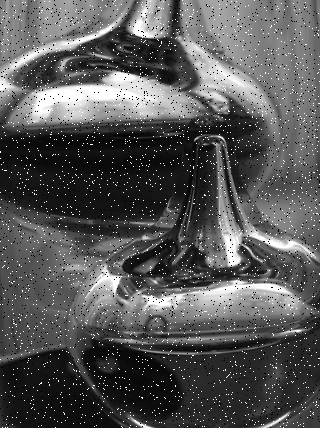
Image numérique contenant du bruit poivre et sel.

Le bruit poivre et sel également appelé bruit impulsionnel est une altération aléatoire que subit une image numérique, faisant passer l'intensité de certains pixels (répartis d'une manière aléatoire dans l'image) à la valeur minimum ou maximum de la plage dynamique du pixel, respectivement 0 et 255 dans le cas d'une image numérique codée en 8-bits. Cela se traduit dans le cas d'une photo numérique par l'apparition de pixels noirs et blancs comme le montre la figure ci-contre, d’où l’appellation bruit poivre et sel du bruit. 

## Source du bruit poivre et sel
Le bruit poivre et sel qui apparaît dans une image numérique est dû soit à des erreurs de transmission de données, soit au dysfonctionnement ou à la présence de particules fines sur les éléments du capteur de la caméra ou à des emplacements mémoire défectueux dans le matériel.

## Caractérisation du bruit poivre et sel sur une image numérique
Le bruit poivre et sel suit une distribution de Poisson donnée par :
{\displaystyle p(k)={\frac {e^{-\lambda }{\lambda ^{k}}}{k!}}}
ou {\displaystyle p(k)}est la probabilité d'avoir {\displaystyle k} pixels affectés par le bruit dans une fenêtre d'une certaine dimension. et {\displaystyle \lambda } est le nombre moyen de pixels affecté dans une fenêtre de la même taille  qui est aussi la variance de la distribution de Poisson.

## Filtrage du bruit poivre et sel
Afin de filtrer un bruit numérique d'une image on fait appel a des algorithmes de filtrage, le type de filtre dépend de le technique d'acquisition de l'image. Plusieurs travaux ont exploré cette thématique et il s’avère que le filtre médian donne de bons résultats pour filtrer le bruit poivre et sel,.